# Yulia Lobzhenidze
Yulia Lobzhenidze (née le 23 août 1977) est une archère ukrainienne, puis géorgienne.

## Biographie
Yulia Lobzhenidze atteint son premier podium mondiale dans l'épreuve par équipe femmes en 2003 sous la bannière ukrainienne. En 2016, elle remporte le bronze des épreuves par équipe de tir à l'arc femme aux championnats du monde en salle cette fois sous les couleurs de la Géorgie.
Elle représente la Géorgie  aux  jeux olympiques d'été de 2016 à Rio aux épreuves de tir à l'arc en équipe et en individuel.

## Palmarès
- Jeux olympiques[1]
  - 33e à l'individuel femme aux Jeux olympiques d'été de 2016 à Rio de Janeiro.
  - 9e à l'épreuve par équipe femme aux Jeux olympiques d'été de 2016 à Rio de Janeiro (avec Kristine Esebua et Khatuna Narimanidze).

- Championnats du monde[1]
  -  Médaille de bronze à l'épreuve par équipes femme aux championnats du monde 2003 à New York (avec Nataliya Burdeyna et Tetyana Dorokhova).

- Championnats du monde en salle[1]
  -  Médaille de bronze à l'épreuve par équipe femme aux championnats du monde en salle 2016 à Ankara (avec Khatuna Narimanidze et Kristine Esebua).

- Coupe du monde[1]
  -  Médaille de bronze à l'épreuve par équipe femme à la coupe du monde 2006 de Antalya.
  -  Médaille de bronze à l'épreuve par équipe femme à la coupe du monde 2009 de Porec.
  -  Médaille d'argent à l'épreuve par équipe femme à la coupe du monde 2015 de Wrocław.

- Championnats d'Europe[1]
  -  Médaille d'argent à l'épreuve par équipe femme aux championnats d'Europe de 2016 à Nottingham.

- Championnats d'Europe en salle[1]
  -  Médaille d'argent à l'épreuve par équipe femme aux championnats d'Europe en salle 2015 en Slovénie.